# Полемей (военачальник Антигона I Одноглазого)
Полемей или Птолемей (др.-греч. Πτολεμαῖος; IV век до н. э.) — племянник и военачальник Антигона.
На службе у своего дяди руководил войсками, которые воевали в Малой Азии и Греции. Во время Третьей войны диадохов он изгнал войска правителя Македонии Кассандра из Греции к югу от Фермопильского ущелья. После этого он восстал против власти Антигона и заключил союз с правителем Египта Птолемеем. Вскоре Птолемей обвинил своего союзника в организации заговора и приказал казнить.

## Биография

### Происхождение. Ранняя карьера
Предположительно отцом Полемея был македонский аристократ и брат Антигона Полемей. По предположению Г. Берве, в юности он участвовал в военных походах Александра Македонского. По утверждению Р. Биллоуза во время раздела в Трипарадисе 321 или 320 года до н. э. Полемей был назначен одним из четырёх царских телохранителей-соматофилаков Филиппа III Арридея. Такой вывод основан на том, что остальные трое телохранителей были близкими родственниками влиятельных диадохов. Соответственно, по мнению Р. Биллоуза, упомянутый Аррианом Птолемей, сын Птолемея, получил эту должность как племянник Антигона.
Полемей упомянут в контексте осады Норы 320—319 или 319—318 годов до н. э. Согласно Плутарху, в самом начале осады Антигон предложил осаждённому Эвмену переговоры. Перед их началом Антигон отправил в Нору своего племянника, которому на тот момент предположительно было 25—30 лет. За исключением этого пассажа, а также однократных упоминаний у Мемнона и Арриана, детали биографии Полемея приведены лишь у Диодора Сицилийского. Плутарх, Арриан, Мемнон и Диодор называют племянника Антигона «Птолемеем». В эпиграфических надписях Афин и Ясоса его имя передано как «Полемей». В историографии за персонажем закрепилось именно это имя исключительно из-за удобства, так как позволяет отличать его от более знаменитых тёзок-современников.
В 315 или 314 году до н. э. Антигон отправил войско под командованием Полемея в Каппадокию. Ему было поручено осадить Амис, изгнать из области войска Кассандра, а также занять позиции на Геллеспонте, чтобы предотвратить гипотетическую переправку войск Кассандра из Европы в Азию. В Каппадокии Полемей обнаружил, что Амис осаждён военачальником Кассандра Асклепиодором. Полемей смог снять осаду с города, а затем, по достижении перемирия, когда Асклепиодор покинул провинцию, восстановил в сатрапии власть Антигона. После этого Полемей прошёл через Вифинию и вынудил вифинского царя Зипойта снять осаду с Астака и Халкидона. Затем Полемей взял заложников и заключил союзы с Зипойтом, а также Астаком и Халкидоном, после чего, по приказу Антигона, отправился в Ионию. Приближение войска Полемея вынудило Селевка снять осаду с Эрифр.
К этому времени относится свадьба Полемея на дочери царя Гераклеи Понтийской Дионисия, которая знаменовала заключение союза между Дионисием и Антигоном. В античных источниках отсутствует какая-либо информация о детях Полемея. Современные историки допускают, что потомки Полемея жили в Берое и представляли местную аристократическую семью Гарпалов-Полемеев.

### Полемей — «правая рука» Антигона
Согласно Р. Биллоузу, с 314 по 310 годы до н. э. Полемей был «правой рукой» Антигона, так как руководил войсками на важных театрах военных действий, а также обладал административными полномочиями. Возможно, при его содействии наместником Геллеспонтской Фригии стал Феникс из Тенедоса. В 314 году до н. э. Полемей в качестве стратега Антигона напал на сатрапа Карии Асандра, который заключил союз с Птолемеем Сотером. На помощь Асандру Птолемей отправил Мирмидона во главе войска наёмников. Также, со стороны правителя Македонии Кассандра на помощь Асандру прибыл военачальник Препелай. В начале 313 года до н. э. умер отец Полемея. Несмотря на военные действия Полемей смог лично присутствовать на похоронах отца. Возможно, на момент смерти он находился в лагере сына и помогал ему советами об особенностях Карии, где он сам был стратегом во времена Александра. В то время когда войско Полемея находилось на зимних квартирах, Асандр и Препелай отправили Евполема во главе восьми тысяч воинов и 200 всадников, чтобы тот устроил засаду. Полемей узнал о планах врага, быстро собрал войско и неожиданно напал на неприятельский лагерь. Евполем и его войско были взяты в плен. В 313/312 году до н. э. Полемей захватил Ясос, в котором впоследствии археологи обнаружили табличку с договором между жителями города и «Полемеем», благодаря которой персонаж получил соответствующее имя в современной историографии.
В 312/311 году до н. э. Антигон отправил Полемея во главе 5000 воинов и 500 всадников с флотом в 150 кораблей под началом наварха Медия в Грецию. Ему предстояло вести боевые действия против Кассандра на стороне восставших греков. Официальным лозунгом экспедиции стало «освобождение эллинов» от тирании Кассандра. Таким образом Антигон стремился внушить греческим полисам мысль о том, что он стремится восстановить их былую автономию. Полемей высадился в Беотии, где пополнил своё войско 2000 воинами и 1300 всадниками, с которым направился на Эвбею. В это время Кассандр был вынужден находиться в Македонии, чтобы предотвратить переправу основных сил Антигона из Азии. Полемей захватил Халкиду, Ороп, который передал Беотийскому союзу, заключил союзы с Эрифрами и Каристом, после чего отправился в Аттику. После того как войско Полемея оказалось рядом с Афинами, граждане города вынудили своего правителя Деметрия заключить перемирие и отправить послов к Антигону с предложением союза. После этого Полемей отправился в Беотию, где освободил Фивы. Затем Полемей изгнал гарнизоны Кассандра из Фокиды, после чего вторгся в Опунтскую Локриду.
Опора Антигона на родственников привела к возникновению между ними противоречий. Другой племянник Антигона Телесфор, который руководил флотом в Коринфе, завидовал успехам Полемея. Он продал корабли, набрал армию с которой вторгся в Элиду и даже ограбил священную для всех греков Олимпию. На этом фоне Полемей был вынужден отправиться в Пелопоннес, где заставил Телесфора сдать свои позиции, после чего восстановил святилище и сокровищницу в Олимпии. Таким образом практически вся Греция к югу от Фермопильского ущелья оказалась под контролем Полемея. Кассандр был вынужден признать своё поражение и начал переговоры с Полемеем и Антигоном, которые завершились заключением мирного соглашения. Кассандр был вынужден отказаться от владений южнее Фермопильского ущелья. К этому времени относится надпись о продаже Птолемеем, сыном Птолемея, земель в Македонии некоему Пердикке, сыну Кена. Возможно, по мнению Р. Биллоуза, она относится к Полемею, который продал наследственные владения, которыми никогда не мог бы воспользоваться в сложившихся обстоятельствах.

### Предательство. Гибель
В 310 году до н. э. Полемей, который находился с войском в Пелопоннесе, восстал против Антигона и заключил союз с Кассандром. По утверждению Диодора Сицилийского, это было связано с обидой на дядю, который, по мнению Полемея, не оказал ему должных почестей за верную службу. Р. Биллоуз приводит ещё один возможный мотив, который побудил Полемея к восстанию. Молодой военачальник понимал, что по мере взросления своих двоюродных братьев Филиппа и Деметрия он потеряет статус «правой руки» Антигона. В это время он обладал реальной властью в Греции и гипотетически мог создать собственное государство. Отъезд обратно к Антигону лишил бы Полемея соответствующей возможности. К восстанию Полемея присоединился его давний друг, наместник Антигона в Геллеспонтской Фригии Феникс из Тенедоса. Также наступление против Антигона в Киликии начал правитель Египта Птолемей.
Однако, Полемей не смог сориентироваться в перипетиях взаимоотношений между диадохами. Кассандр заключил союз с Полиперхоном, который сохранял власть над некоторыми городами в Пелопоннесе, что создавало угрозу для власти Полемея в Греции. В связи с этим он, по утверждению Р. Биллоуза, стал искать возможность заключить союз с правителем Египта Птолемеем. А. С. Шофман, напротив, считал, что инициатором заключения союза был Птолемей. В 309 году до н. э. по приказу Птолемея он прибыл на Кос. Правитель Египта вначале тепло принял Полемея, так как предполагал использовать его для ведения военных действий на малоазиатском побережье. Птолемею было выгодным иметь на своей стороне влиятельного со времён предыдущих походов родственника Антигона. Однако Полемей имел собственные амбиции и претендовал на равный с Птолемеем статус. Также правителю Египта не понравилось благожелательное отношение Полемея к войскам, подарки военачальникам и заискивание с народными массами. Птолемей обвинил Полемея в организации заговора и заставил принять яд, а его воинов определил в собственное войско. Вероятно, казнь Полемея произошла по договорённости с Кассандром, которому была выгодна смерть, изгнавшего его гарнизоны из Греции, военачальника. По мнению Р. Биллоуза, казнь Полемея снизила шансы на успех Птолемея. Предательство и смерть Полемея стали тяжёлым ударом для Антигона. Он, в возрасте около 80 лет, потерял не только племянника, но и одного из своих самых талантливых военачальников в условиях, когда он был ему крайне необходим.

## Оценки
Весьма лестную оценку Полемею дал немецкий историк Ф. К. Шлоссер: «В эти печальные времена, когда полководцы Александра старались отнять друг у друга власть посредством насилий, обманов, убийств и других преступлений, на политическое поприще выступил человек, который один питал искреннее и горячее сочувствие к свободе Греции. Это был племянник Антигона, Птолемей. Его нравственных принципов мы тоже не можем положительно считать безусловно чистыми, но бесспорно он был руководим более благородными побуждениями, чем вооружённые разбойники, сражавшиеся тогда за обладание престолом. … Птолемей … в противоположность всем тогдашним полководцам, желал приобрести себе бессмертную славу восстановлением свободы греческих государств и их старинных форм правления, завоёвывая государства и города не для Антигона или для себя самого, а для возвращения им свободы.» По мнению Ф. К. Шлоссера, Птолемей искренне, хоть и неудачно, взял на себя роль освободителя Греции, которую, после его смерти, принял его двоюродный брат Деметрий I Полиоркет.

### Исследования
- Дройзен И. Г. История эллинизма. — Ростов-на-Дону: Феникс, 1995. — Т. 2. — 544 с. — ISBN 5-85880-079-3.
- Кузьмин Ю. Н. Македонская аристократическая семья из Берои // Вестник древней истории. — 2008. — Вып. 266, № 3. — С. 152—161. — ISSN 0321-0391.
- Самохина Г. С. Мир 311 г. до н. э.: его дипломатическое оформление, политическое значение и место в борьбе диадохов за власть. — МНЕМОН: исследования и публикации по истории античного мира, 2005. — № 4. — С. 191—218. — ISSN 1813-193X.
- Шлоссеръ Ф. К. Всемірная исторія. — Изданіе второе. — С-Пб.; М.: Изданіе книгопродавца-типографа М. О. Вольфа, 1868. — Т. II.
- Шофман А. С. Распад империи Александра Македонского / Печатается по постановлению редакционно-издательского совета Казанского университета. Отв. редактор В. Д. Жигунин. — Казань: Издательство Казанского университета, 1984.
- Billows R. Antigonos the One-eyed and the Creation of the Hellenistic State (англ.). — Berkeley; Los Angeles; London: University of California Press, 1997. — ISBN 0-520-06378-3.
- Heckel W. Who's Who in the Age of Alexander and his Successors. From Chaironea to Ipsos (338—301 BC) (англ.). — Barnsley: Greenhill Books, 2021. — 554 p. — ISBN 978-1-78438-648-1.
- Volkmann H[нем.]. Ptolemaios 11 // Paulys Realencyclopädie der classischen Altertumswissenschaft :  [нем.] / Georg Wissowa. — Stuttgart : J. B. Metzler’sche Verlagsbuchhandlung, 1959. — Bd. XXIII, 2. — Kol. 1595—1596.